# Zalucicea, Cemerivți
Zalucicea (în ucraineană Залуччя) este localitatea de reședință a comunei Zalucicea din raionul Cemerivți, regiunea Hmelnîțkîi, Ucraina.

## Demografie
Componența lingvistică a localității Zalucicea
     Ucraineană (99,63%)
     Alte limbi (0,37%)
Conform recensământului din 2001, majoritatea populației localității Zalucicea era vorbitoare de ucraineană (99,63%), existând în minoritate și vorbitori de alte limbi.